# Hexatoma (Hexatoma) japonica
Hexatoma (Hexatoma) japonica is een tweevleugelige uit de familie steltmuggen (Limoniidae). De soort komt voor in het Palearctisch gebied.